# Apostolische successie
De apostolische successie is de ononderbroken doorgave van het bisschopsambt (episcopaat), waarop de Kerk en haar hiërarchie steunen. Deze doorgave gebeurt door de bisschopswijding, die binnen de apostolische successie gezien wordt als teruggaand op de eerste apostelen. Binnen de Latijnse Kerk en de oosterse orthodoxie garandeert de apostolische successie een rechtstreekse doorgave van de sacramentele volmachten, die de apostelen uit handen van Jezus Christus ontvingen. Het huidige bisschopscollege stelt daarom het oorspronkelijke apostelcollege tegenwoordig.
Clemens I († ca. 100) introduceerde de apostolische successie met een hiërarchische keten: God, Christus, de apostelen, de bisschoppen. Hierop werd voortgebouwd door kerkvader Ireneüs van Lyon († ca. 202). In een uiteenzetting tegen de leer van de gnostiek, die zich op geheimgehouden overleveringen van Jezus en de apostelen beriep, noemt Ireneüs de doorgave en bewaking van de juiste geloofsleer als zin van de apostolische successie. Een bisschop die in de apostolische successie staat wordt doorgaans een authentiek getuigenis verondersteld.
Uit het principe van de apostolische successie volgt de praktijk dat priesters (die deel hebben aan het bisschopsambt) en bisschoppen (die over de volheid van het priesterambt beschikken) uitsluitend door bisschoppen middels handoplegging gewijd kunnen worden.

## Beroep op Apostolische Successie
Verschillende kerkgenootschappen plaatsen zich in de apostolische successie, onder andere:
- Rooms-Katholieke Kerk (inclusief de oosters-katholieke kerken)
- oosters-orthodoxe kerken
- oriëntaals-orthodoxe kerken
- Anglicaanse Kerk
- Oud-Episcopaal Katholieke Kerk
- Evangelische Broedergemeente
- Zweedse Kerk
- Oudkatholieke Kerk
- Oud-rooms-katholieke kerk
- Vrij-Katholieke Kerk
- Katholieke geloofsgemeenschap van de Goede Herder - Duarte Costa lijn
- Apostolische Gemeenschap van het Levende Water/Aquae Viventis Communitas Apostolica

De Katholieke Kerk, oosters-orthodoxe kerken en de oriëntaals-orthodoxe kerken erkennen elkaars legitimiteit inzake de apostolische successie. De Katholieke Kerk verwierp in 1893 definitief de geldigheid van de wijdingen in de Anglicaanse Kerk (Apostolicae Curae, Paus Leo XIII). De geldigheid van de wijdingen in de Lutherse kerkgenootschappen wordt door orthodoxen, katholieken en sommige anglicanen verworpen. De sedisvacantisten onder de traditionalisten verwerpen de geldigheid van de bisschopswijdingen in de Katholieke Kerk die na 1968 voltrokken zijn, omdat zij de nieuwe wijdingsritus die paus Paulus VI invoerde, als ongeldig beschouwen.

## Overige kerken
In andere kerken, zoals de meeste protestantse, worden de ambten over het algemeen ook door handoplegging door andere ambtsdragers bevestigd. Dit heeft echter het karakter van een zegenbede, niet van een sacrament. Hoewel hierin mogelijk ook een vorm van successie gezien kan worden, die mogelijk zelfs teruggaat tot de apostolische successie van de rooms-katholieke kerk, hechten die kerken daar minder of geen belang aan.